# Nadia Russo
Nadia (Nadejda) Russo-Bossie (nume la naștere Nadejda Evgenievna Brjozovskaya; n. 17 iunie 1901, Tver, Imperiul Rus – d. 22 ianuarie 1988, București, România) este una dintre pionierele aviației românești.
Rusoaică refugiată de revoluția bolșevică, măritată cu un moșier basarabean, își ia brevetul de pilot la vârsta de 35 de ani și începe o cariera remarcabilă de pilot sportiv. În timpul celui de-al Doilea Război Mondial a activat ca pilot în „Escadrila Albă”. După război a fost închisă și deportată în Bărăgan.

## Biografie
Nadia Russo s-a născut la Tver, lângă Moscova, pe 17 iunie 1901, în familia generalului de cavalerie Evgheni Vasilievici Brjozovski (1857-1915). Mama ei provenea dintr-o veche familie aristocratică, al cărei arbore genealogic cobora adânc în istoria Rusiei imperiale. Printre strămoșii săi figura chiar țarul Boris Godunov (1598 - 1605).
Rămasă orfană de mamă în anul 1912, Nadia urmează liceul din Harkov până în 1915, când moare și tatăl ei pe front. La acea data, Evgheni Brjozovski era general-maior de cavalerie. Mai târziu, izbucnește revoluția bolșevică. 
În 1918, ajutată de fosta ordonanța a tatălui, Nadia - însoțita de sora ei - reușește sa fugă dintr-o Rusie răvășită de revoluție și se refugiază în Basarabia, care se unea atunci cu Regatul României.
Câțiva ani mai târziu, în 1925, rudele din Chișinău la care locuia (familia mătușii din partea tatălui, doamna Botezat) o căsătoresc cu un moșier basarabean, Alexandru (Sașa) Russo, nobil de viță veche, din celebrul neam al lui Alecu Russo. Acesta, mult mai în vârstă decât ea, stăpânea întinse proprietăți funciare și ferme de oi karakul. 
Din 1932 până în 1934, Nadia a frecventat cursurile pentru surori medicale organizate de Crucea Roșie, la Chișinău. Cam în aceeași perioadă urmează școala de Belle Arte. Se desparte de Alexandru (Sașa) Russo și vine la București, unde învață zborul la Școala de pilotaj "Ing. Mircea Cantacuzino", în anii 1935-1936, fiind brevetată pilot gr. I și II.
Devine astfel titulara brevetului feminin cu numărul 9 din aviația română. La cursurile de aviație cunoaște alți tineri piloți, dintre care cu unii va lega o prietenie strânsă: Mariana Drăgescu, compozitorul Ionel Fernic, Constantin Abeles care i-a fost instructor de zbor, pictorul Grigoriță Stoenescu, Traian Demetrescu zis "Popa", adjutantul Chifulescu și alții.
Pasionată de aviație, după brevetare Nadia se afirmă ca un pilot valoros. În 1937, reușește deja să-și cumpere un avion personal, un Bucker 131 "Jungmann", pe care îl înmatriculează YR-NAD. Conform politicii statului român din acea vreme, care încuraja aviația, jumătate din costul avionului a fost suportat de Ministerul Aerului. Cealaltă jumătate din sumă a fost obținută la Chișinău prin subscripție publică. În același an, Nadia obține și brevetul de zbor fără vizibilitate.

## Activitatea sportivă
În 28 iunie 1938 participă la un miting aerian la Chișinău, unde zboară cu avionul ei personal, abia cumpărat. Concurează apoi, pilotând același aparat, pentru Cupa "Mircea Cantacuzino", obținând locul 7. 
În septembrie același an are loc Concursul aerian al Micii Înțelegeri cu participanți din Cehoslovacia, Jugoslavia și România, pe itinerarul: Praga - Uvgorod - Cluj – București – Belgrad - Zagreb - Arad - Cluj - Uvgorod – Praga. Concursul (patru categorii) a avut ca câștigător absolut pe ing. Eduard Lindner, Nadia Russo clasificându-se onorabil. Pentru aceasta performanță, regele Carol al II-lea le-a conferit ambilor piloți Ordinul "Virtutea Aeronautica" de pace, clasa Crucea de Aur.
La scurt timp după aceea, Nadia este prezenta la inaugurarea monumentului lui Aurel Vlaicu din Bănești (lângă Câmpina), zburând cu avionul ei Bucker "Jungmann", din care presară flori peste obelisc.
La manevrele regale de la Galați, desfășurate o lună mai târziu, ia parte și tânăra aviatoare, alături de Marina Știrbei, Irina Burnaia și Mariana Drăgescu (octombrie 1938). Tot în octombrie, Nadia participa la concursul aviației de turism, dotat cu cupa MAM (Ministerul Aerului și Marinei), evoluând în doua probe: "acrobație individuală pentru doamne" și "aterizare la punct fix pentru doamne". 
Urmează în 1939 alte câteva performante aviatice, care o fac cunoscută în epocă:
- Pe 2 iulie, Cupa "Aurel Vlaicu", unde ocupa locul 10, totalizând 94.723 de puncte.
- Pe 9 iulie, Cupa Aeroclubului Brașov, unde se clasează pe locul 9 (cu 76.844 de puncte),
- Pe 16 iulie mitingul aerian de la Râmnicu Vâlcea - Malul Alb
- Pe 27 august 1939 Cupa și Marele Premiu al FARR (Federația Aeronautică Regală Română), care consta într-un raid aviatic pe traseul București - Galați - Ismail - Tecuci - Chișinău - Dărmănești - Buzău - București, plasându-se pe locul 14.
- Pe 3 septembrie 1939 mitingul aviatic de la Galați, organizat de Asociația aviatică CFR, evoluând în zbor individual. La miting au participat nume mari ale aviației sportive de la acea dată: Pufi Popescu, Bâzu Cantacuzino, Maximilian Manolescu.

## Al Doilea Război Mondial
În anul 1938, la manevrele militare de aviație, care s-au desfășurat la Galați, între 16-21 octombrie, au fost concentrate pentru prima dată în istoria aviației române cinci aviatoare: Marina Știrbei, pilot pe avionul bimotor sanitar Monospar, Nadia Russo, Mariana Drăgescu, Virginia Duțescu și Irina Burnaia, pilot de legătură. Cele cinci avioane au corespuns misiunilor încredințate.
Când a început cel de al doilea război mondial, Nadia Russo a participat în cadrul Escadrilei Albe (înființată în 25 iunie 1940 și "botezată" astfel de către scriitorul și ziaristul italian Curzio Malaparte) la luptele de pe frontul de est. Misiunea lor era de a evacua răniții, astfel că au scos sute de răniți din spitalele de campanie de lângă Odesa și Stalingrad. Statutul ei de pilot stagiar bugetar, era asimilat gradului de sublocotenent de aviație. În această calitate va participa, ulterior, și la campania din Răsărit. 
Ea avea motivare. Nedeclarată din partea ei era lupta împotriva bolșevicilor. Distrugerea cuibului părintesc, distrugerea copilăriei și adolescenței, distrugerea viitorului ei în Rusia, tragedie pe care ea o punea pe seama bolșevicilor. 
Nadia Russo a luptat nu din ordin, ci din convingere.
Între 3 și 20 iulie 1940, Nadia și colegele ei de zbor se antrenează pe avionul bimotor Monospar nr.1, antrenament terminat cu un brevet pentru bimotoare. Instructor a fost pilotul de linie N. Evghenovici, pierit pe 11 iulie în accident de avion împreună cu tinerele aviatoare Jeana Iliescu, Victoria Comșa, Maria Voitec și Maria Adam, care intenționau să intre ca voluntare în Escadrila Albă.
Vara anului 1940, cu dezastrele teritoriale care au lovit România, îl va aduce la București, ca refugiat, pe Sașa Russo. În Basarabia, pierduse tot. Și-a făcut apariția însoțit de o tânără rusoaică și au fost găzduiți amândoi de către Nadia. Cele două femei s-au împrietenit, iar Nadia a mers până acolo încât l-a îndemnat insistent pe fostul ei soț să se căsătorească cu fata cu care venise și pentru care el reprezenta unica familie.
Între 12 și 17 septembrie, Nadia Russo se deplasează împreună cu Mariana Drăgescu la Stuttgart, pentru a aduce în România două avionete de școală, comandate la firma "Klemm". De acolo zboară înapoi spre țară, pe ruta Stuttgart- Viena-Graz-Zagreb-Belgrad-București, cu o escală mai lungă la Graz. Printre piloții germani cunoscuți cu ocazia acestei călătorii s-au numărat Wolf Hirth (planorist celebru, zbura cu o proteza în loc de picior), Thea Knor și Martin Mobus. Acesta din urma se număra printre primii ofițeri germani care primiseră deja Crucea de Cavaler (Ritterkreutz) a Crucii de Fier, pentru ca reușise sa scufunde un vas britanic în largul coastelor Norvegiei. Thea Knor, pilotând un al treilea avion în calitate de angajată a firmei "Klemm", le-a însoțit pe cele două aviatoare la București, unde a stat câteva zile, găzduită de Petre Stamatescu, reprezentantul din țara noastră al respectivei societăți. Cu aceasta ocazie, tânăra aviatoare germană a vizitat câteva locuri emblematice sau doar pitorești ale capitalei noastre, însoțită de Nadia și Mariana.
În iunie 1941 România intră în război contra Uniunii Sovietice. Nadia Russo participă, împreună cu Mariana Drăgescu, Virginia Thomas și Virginia Duțescu, la campania Basarabiei. Activitatea aviatica a tinerelor femei trezește admirație din partea opiniei publice și recunoaștere din partea statului. Mareșalul Antonescu îi solicita generalului Jienescu, subsecretar de Stat al Aerului, în ședința Consiliului de Miniștri din 6 septembrie 1941: "Sa-mi faci o propunere pentru toate persoanele care lucrează la Crucea Rosie, în care să intre și doamnele, care știu cât au muncit, ca să primească 'Virtutea Aeronautica'. Vreau sa-i decorez pe toți, fiindcă au făcut acte de mare bravură".
Prin Înaltul Decret Regal nr. 2712/ 12 septembrie 1941, publicat în Monitorul Oficial nr. 238/ 8 octombrie 1941, Nadia Russo, ca și celelalte trei aviatoare, este decorata cu Ordinul "Virtutea Aeronautica" cu spade, clasa Crucea de Aur.
Participa, în continuare, la campania Odessei, până în noiembrie, zburând de pe aerodromul Tighina până aproape de linia frontului, la punctele de unde prelua răniții pentru a-i transporta înapoi la spitalele militare de la Tighina sau direct la București.
Din august până în octombrie 1942, tânăra aviatoare va lua parte la campania Stalingradului, în cadrul Escadrilei Sanitare, denumită acum Escadrila 108 Transport Ușor. Avioanele acționau de pe aerodromul de la Kotelnikovo, la 60 km de Stalingrad. Din cauza condițiilor deosebit de grele în care locuia, Nadia s-a îmbolnăvit și a plecat la un moment dat la spitalul de la Nicolaev. Revenită în zona frontului, se muta cu întreaga escadrilă la Plodovitoje, unde aerodromul este sistematic vizat de sovietici. Astfel, în noaptea de 3 octombrie, avioanele sovietice mitraliază la sol terenul de zbor, iar pe 6 octombrie bombardierele inamice arunca douăsprezece bombe. Trei zile mai târziu, generalul Jienescu vizitează aerodromul și le cere aviatoarelor sa execute și zboruri pentru transportul corespondentei - la Rostov, Tacinskaja, Bucovskaja, Proletarskaja.
Nesfârșitele întinderi prăfuite, purtând amprenta dezolantului pustiu asiatic, înconjurau micul aerodrom de la Plodovitoje. "La câțiva kilometri de Plodovitoje - își amintește Mariana Drăgescu - era un sat locuit de calmuci, o rasă mongolă, blânzi și prietenoși. Nu cunoșteau limba rusă. Trăiau foarte primitiv; se hrăneau cu lapte de iapă și creșteau câteva capre. Satul se numea Tinguta."
În ianuarie 1943, RWD-urile revin pe aeroportul Băneasa. Pentru tinerele aviatoare, campania Stalingradului se terminase. A fost ultima campanie la care a participat Nadia Russo: în mai 1943 se va retrage din motive de sănătate. Avea 42 de ani.
Legăturile cu aviația, fără a fi rupte, slăbesc ușor în intensitate. În septembrie 1942 și vânduse avionul personal Bucker "Jungmann", înmatriculat YR-NAD, Guvernământului Transnistriei. Va zbura, de acum, mult mai rar.

## Perioada comunistă
Războiul a fost pierdut. Pentru ea faptul a însemnat o profundă și amară decepție, ca și pentru oricare alt om, care-și însușește conștiința de soldat. După război, norocul i-a arătat Nadiei Russo reversul medaliei. Implicată în procesul ofițerilor aviatori, care au avut contacte cu militarii englezi din Comisia Aliată de Control, Nadia Russo este arestată și condamnată în 1951 la șapte ani de închisoare, din care va ispăși doar șase și alți cinci ani de domiciliu obligatoriu în Lătești (Bărăgan). Aici reîntâlnește mai multe cunoștințe din București: soția mareșalului Ion Antonescu, soția lui Corneliu Zelea Codreanu, precum și viitorul soț – Gheorghe (Guy) Bossie, cu care se căsătorește în 1961.
În 1962 a scăpat de domiciliul obligatoriu și a căutat un post de lucru. S-a angajat la Buftea, la o fabrică de ambalaj. În 1986 îi moare soțul. Nedispunând de pensie, Russo își petrece ultimii ani din viață într-o mizerie neagră. Bolnavă de amnezie, moare, în București, la 22 ianuarie 1988 și este înmormântată la Cimitirul Reînvierea din București.

## Ordine și decorații
Pentru activitatea sportivă a fost decorată de Regele Carol al II-lea cu:
- Ordinul Virtutea Aeronautică de pace, clasa Cruce de aur (1939)

Pentru activitatea ei pe frontul de Est a fost decorată cu:
- Ordinul „Virtutea Aeronautică” de război cu spade, clasa Crucea de aur (27 septembrie 1941) „pentrucă dela începutul campaniei, pe orice vreme și în orice condițiuni, de multe ori expuse la proiectilele inamice, au evacuat, pe calea aerului, răniții gravi din primele linii în zona interioară, salvând vieți scumpe. Activitatea lor s'a exercitat și în folosul aliaților noștri”[5]
- Ordinul Vulturul German, clasa a III-a (1942)
- Ordinul Crucea Regina Maria, clasa a III-a (1943)

## Publicații
"Nedespărțită de aparatul de fotografiat, Nadia a surprins sute de ipostaze ale războiului, reunite mai târziu în patru mari albume de fotografii. Impresii de pe front a adunat nu doar în imagini, ci și într-un volum de amintiri, În goana aripilor albe, care trebuia să apară la Editura OFAR. După 23 august 1944, acest lucru a devenit imposibil. Câteva fragmente au fost publicate în revista România aeriană, în primul număr din ianuarie 1943. Restul se pare că s-a pierdut."